# Ga Daegok (Goyang)
Ga Daegok (Tiếng Hàn: 대곡역, Hanja: 大谷驛) là một ga trên Tàu điện ngầm vùng thủ đô Seoul tuyến 3 (Tuyến Ilsan), Tuyến Gyeongui–Jungang, Tuyến Seohae và Đường sắt cao tốc khu vực đô thị tuyến A. Nó nằm ở thành phố Goyang, gần với Ilsan.
Tuyến Seohae hoàn thành vào 1 tháng 7 năm 2023. Điều này sẽ cho phép đi tàu điện ngầm nhanh hơn nhiều giữa Ilsan, sân bay Quốc tế Gimpo, Bucheon, Siheung, và Ansan.

## Lịch sử
- 30 tháng 1 năm 1996: Khai trương hoạt động kinh doanh tại ga đường sắt với việc khai trương Tuyến Ilsan [5]
- 1 tháng 4 năm 2004: Tạm ngừng phục vụ hành khách các Tuyến Gyooe
- Năm 2005: Được bổ nhiệm làm đại diện nhóm
- Tháng 5 năm 2005: Tuyến chuyển tiếp giữa Tuyến Ilsan và Tuyến Gyooe bị đóng.
- Tháng 3 năm 2008: Di dời Tuyến Gyooe và dỡ bỏ sân ga
- 1 tháng 7 năm 2009: Với việc khai trương Tàu điện ngầm vùng thủ đô Seoul tuyến Gyeongui, nó trở thành ga trung chuyển cho Tàu điện ngầm đô thị Seoul và điểm xuất phát ở Seoul được thay đổi từ 18,0 km thành 18,2 km [6]
- 4 tháng 3 năm 2013: Tốc hành Gongdeok từ Daegok trên Tuyến Gyeongui được thành lập.
- 3 tháng 10 năm 2013: Mở rộng dịch vụ Tốc hành Gongdeok từ Daegok trên Tuyến Gyeongui đến cuối tuần và ngày lễ.
- 16 tháng 12 năm 2013: Dịch vụ Tốc hành Gongdeok từ Daegok trên Tuyến Gyeongui đã bị đình chỉ để tiết kiệm năng lượng trong mùa đông.
- 1 tháng 3 năm 2014: Dịch vụ Tốc hành Gongdeok được nối lại từ Daegok trên Tuyến Gyeongui
- 27 tháng 12 năm 2014: Với việc khai trương Ga Wonheung, số ga của Tuyến Ilsan được đổi thành 314.
- 22 tháng 12 năm 2015: Khởi công xây dựng Tuyến Seohae (Tuyến Daegok-Sosa) [7]
- 1 tháng 7 năm 2023: Khai trương Tuyến Seohae.
- 26 tháng 8 năm 2023: Khai trương phần mở rộng đoạn Ilsan-Daegok của Tuyến Seohae. Một số tàu điện bắt đầu và kết thúc.

## Bố trí ga

### Tuyến số 3 (Tuyến Ilsan) (3F)
| Baekseok ↑ |
| \| １      |
| ↓ Hwajeong |

| １ | ● Tuyến 3 | ← Hướng đi Baekseok · Jeongbalsan · Juyeop · Daehwa                         |
| ２ | ● Tuyến 3 | → Hướng đi Bulgwang · Chungmuro · Đại học Giáo dục Quốc gia Seoul · Ogeum → |

### Tuyến Gyeongui–Jungang, Tuyến Seohae (1F)
Là nhà ga trên mặt đất, có nền đảo đôi với 2 mặt và 4 đường ray, được trang bị cửa chắn sân ga và có 5 lối thoát.
| ↑ Goksan        |
| ４３ \| ２１ \| |
| Neunggok ↓      |

| 1 | ● Tuyến Gyeongui–Jungang | Địa phương Tốc hành | → Hướng đi Yongsan · Seoul · Jipyeong →                    |
| 2 | ● Tuyến Seohae           | Địa phương          | → Hướng đi Sosa · Wonsi →                                  |
| 3 | ● Tuyến Seohae           | Địa phương          | ← Hướng đi Ilsan → Kết thúc tại ga này                     |
| 4 | ● Tuyến Gyeongui–Jungang | Địa phương Tốc hành | ← Hướng đi Ilsan · Geumchon · Munsan → Kết thúc tại ga này |

### Đường sắt cao tốc khu vực đô thị tuyến A
| ↑ KINTEX     |
| \| １        |
| Changneung ↓ |

| １ | ● GTX-A | → Hướng đi Ga Seoul · Suseo · Guseong · Dongtan → |
| ２ | ● GTX-A | ← Hướng đi KINTEX · Unjeong                       |

## Xung quanh nhà ga
- Jungang-ro (Goyang BRT)
- Todang-dong Daelim APT
- Trường tiểu học Neunggok
- Trường tiểu học Daegok
- Tổng công ty Tài nguyên nước Hàn Quốc Chi nhánh Tây Bắc Gyeonggi
- Đài truyền hình SBS Radio Ilsan AM
- Nút giao thông Ilsan

## Hình ảnh

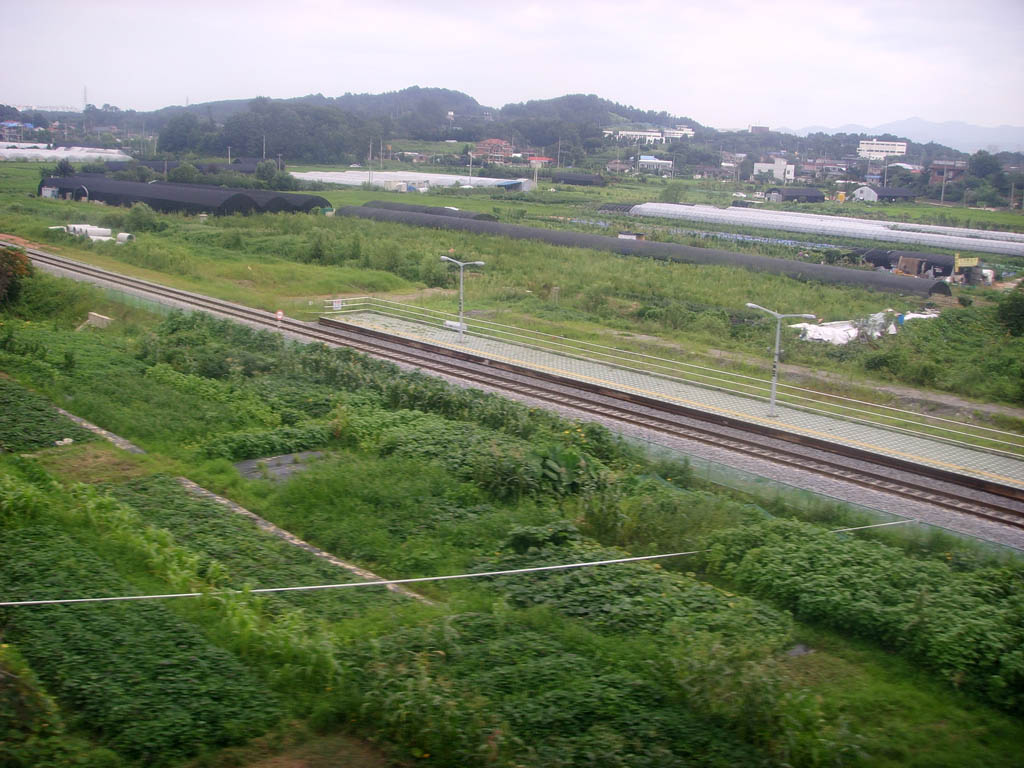
Sân ga cũ Tuyến Gyeongui
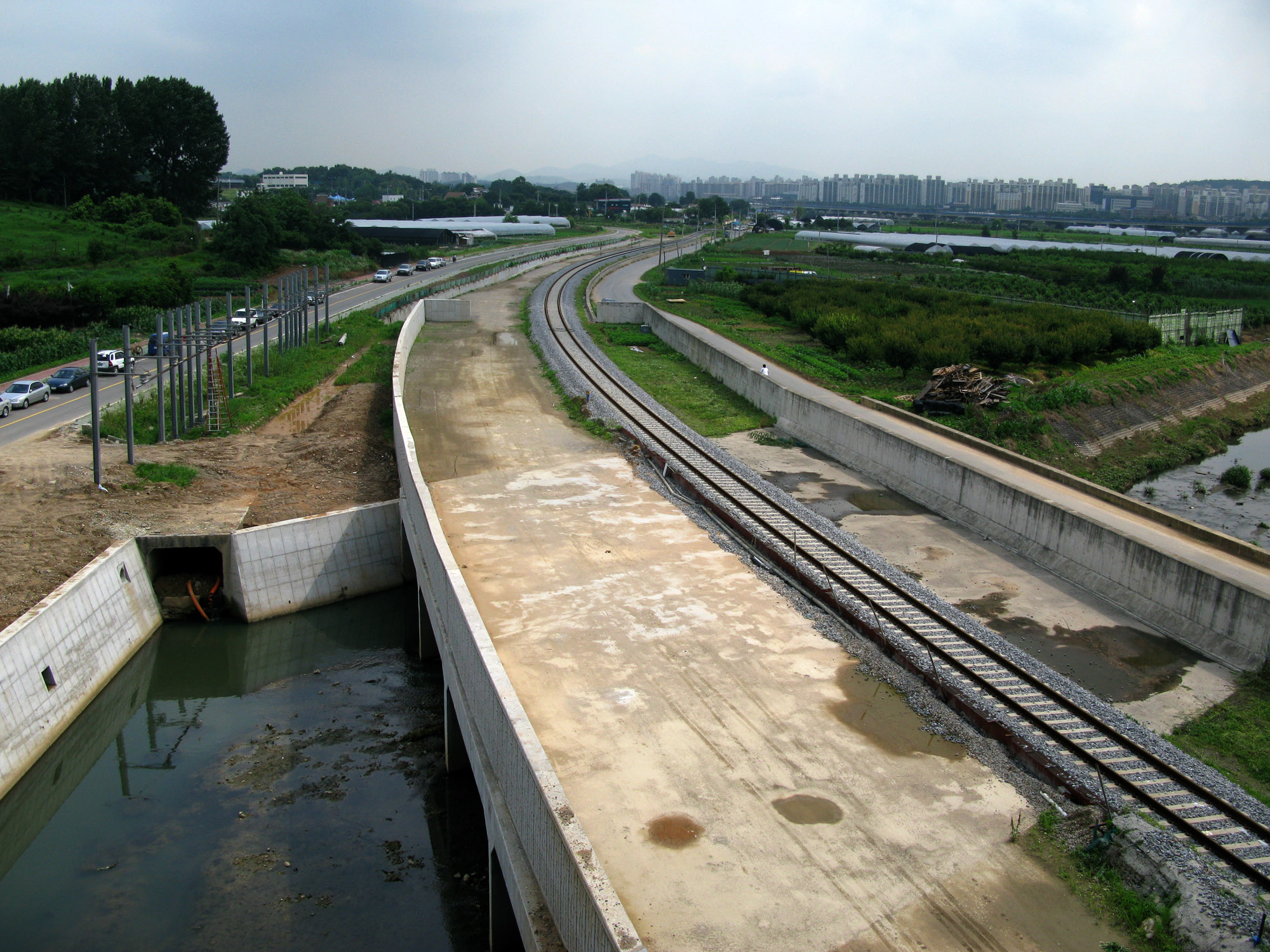
Nhà ga tuyến Gyooe Seoul
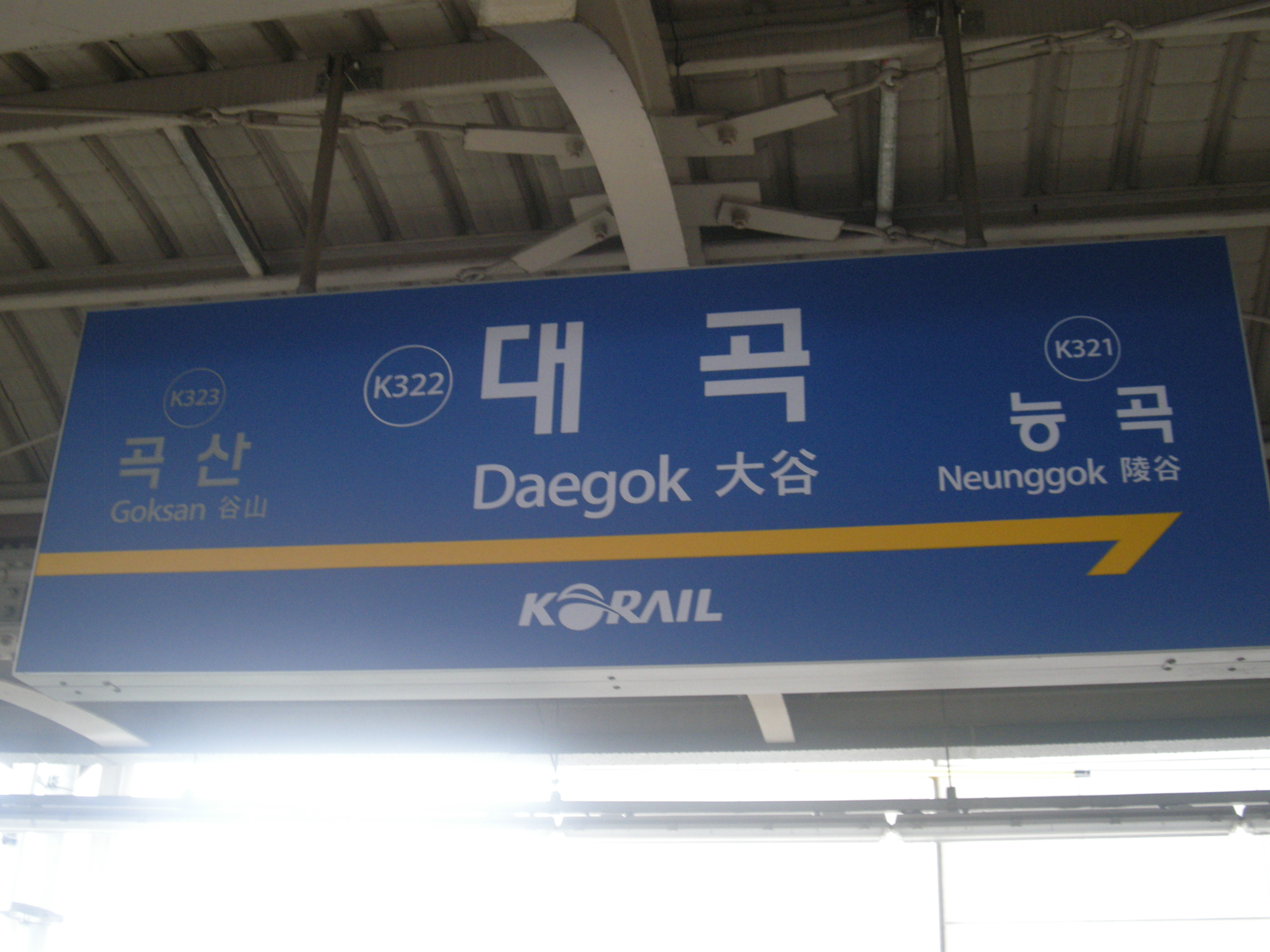
Bảng hiệu nhà ga Tuyến Gyeongui-Jungang
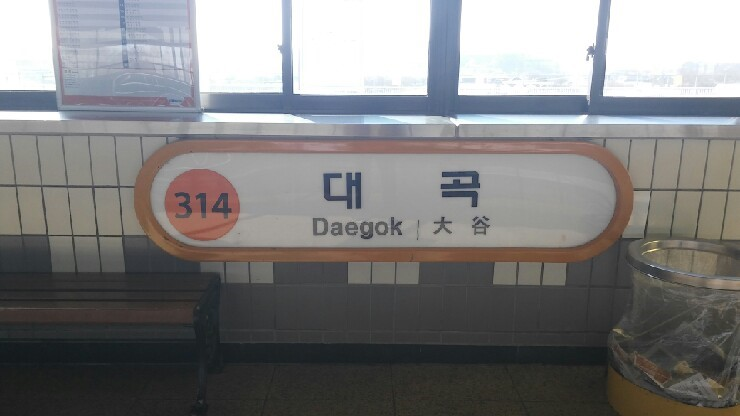
Bảng tên nhà ga tuyến Ilsan
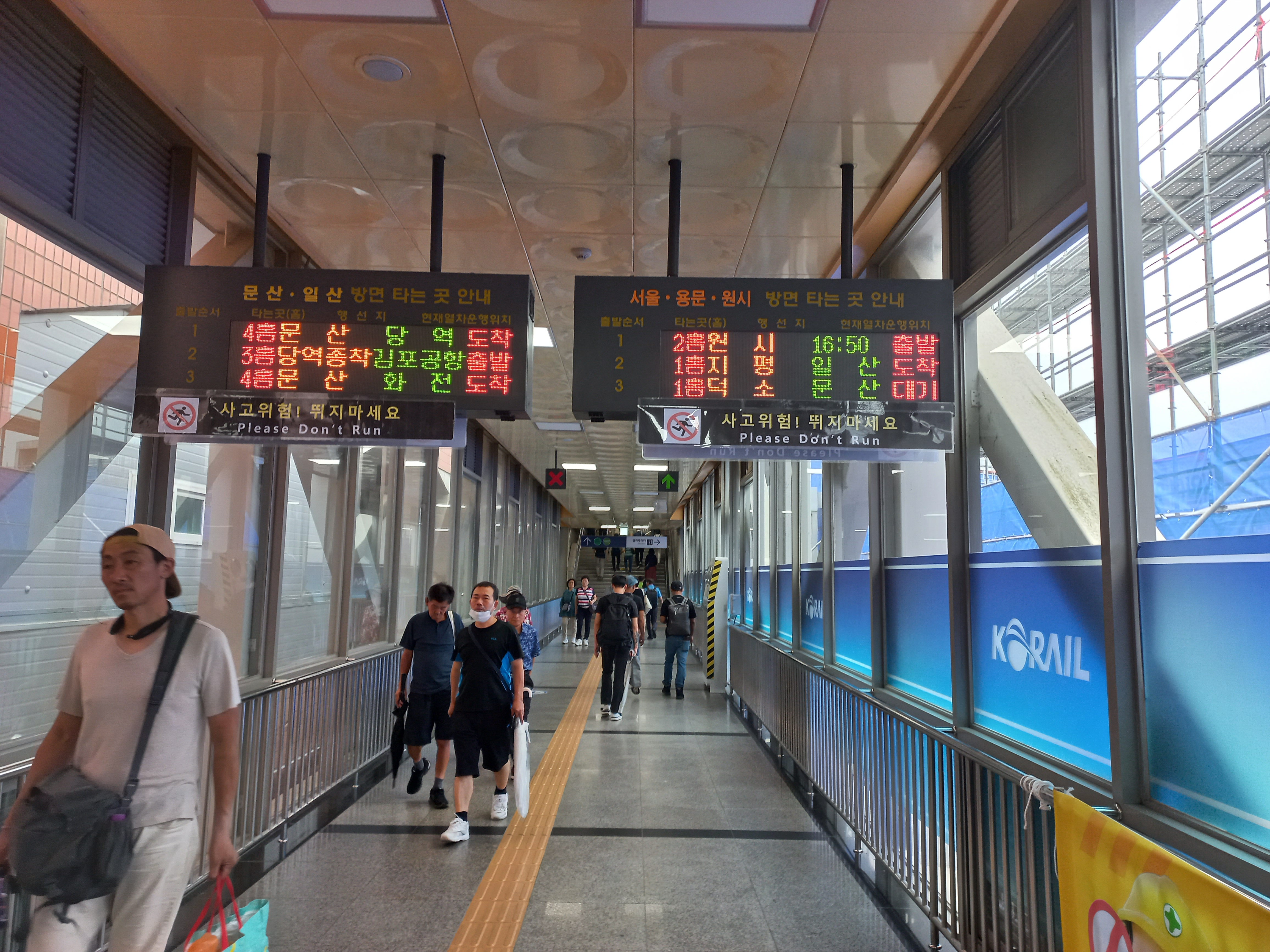
Lối đi chuyển tuyến
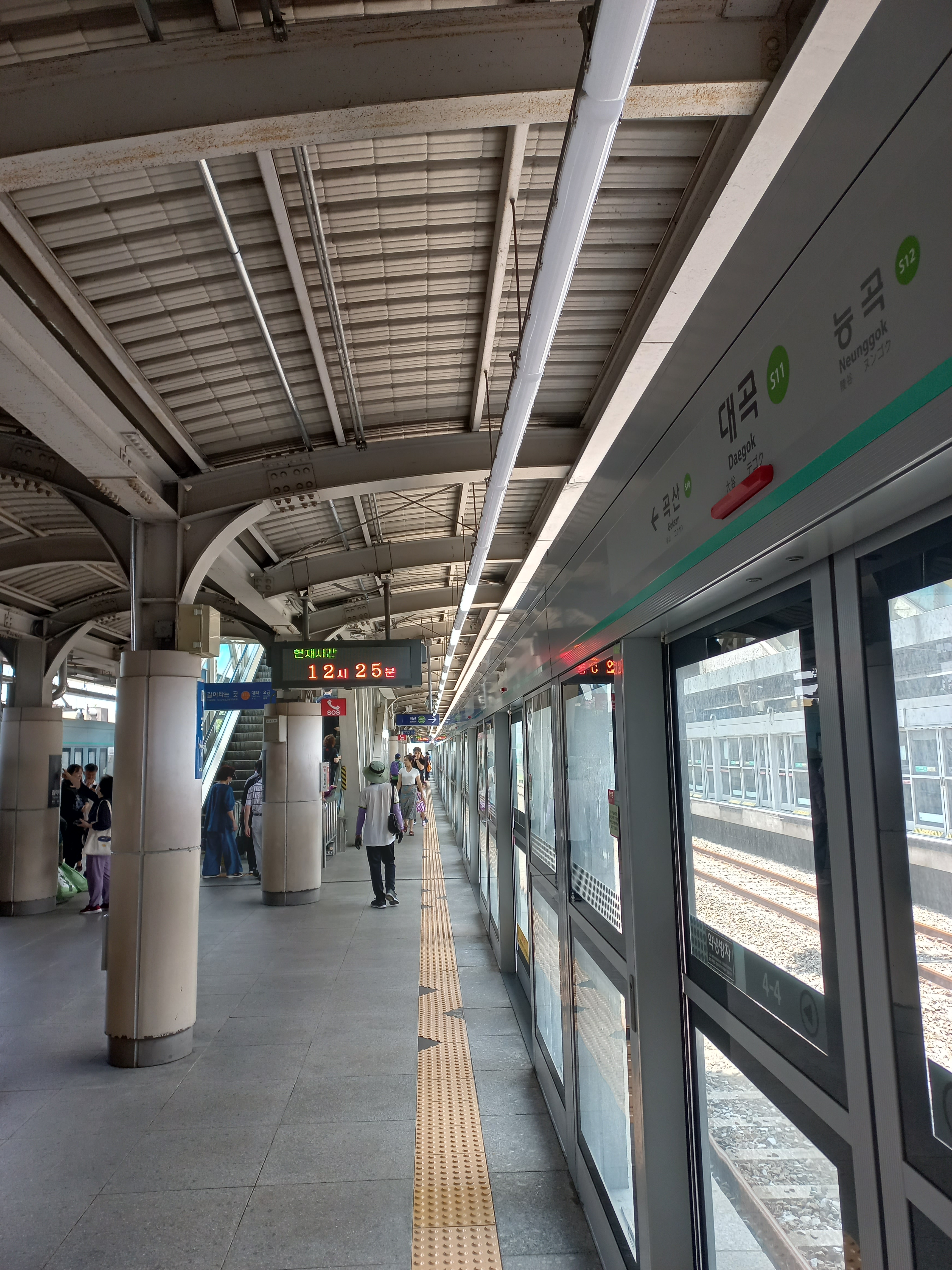
Sân ga 2
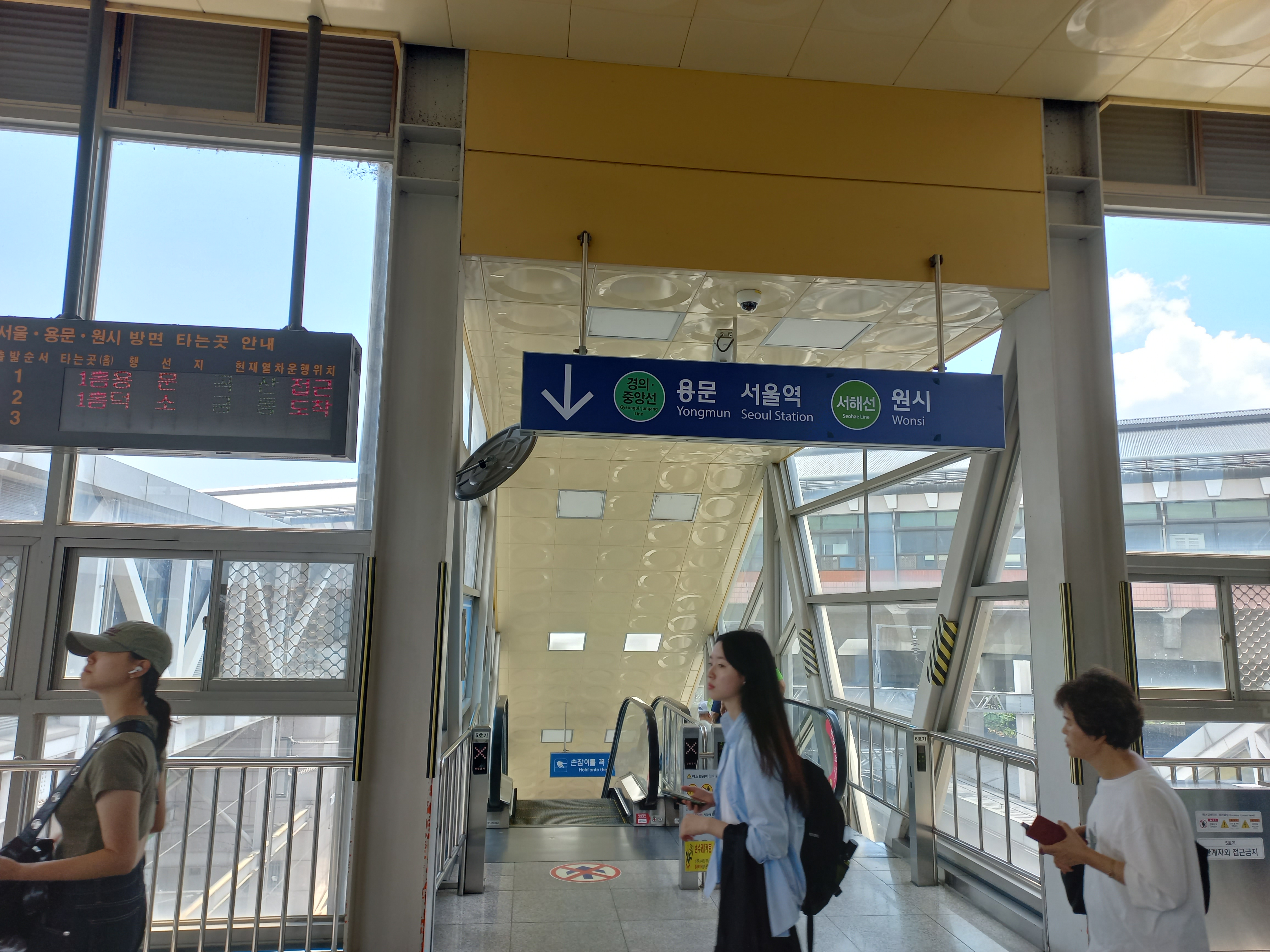
Lối đi chuyển tuyến